# Verfassung
Als Verfassung (auch: Konstitution oder Grundgesetz) wird das grundlegende Rechtsdokument oder der zentrale Rechtsbestand eines Staates, Gliedstaates oder Staatenverbundes bezeichnet. Sie regelt den grundlegenden organisatorischen Staatsaufbau, die territoriale Gliederung des Staates, die Beziehung zu seinen Gliedstaaten und zu anderen Staaten sowie das Verhältnis zu seinen Normunterworfenen und deren wichtigste Grundrechte und Pflichten. Die auf diese Weise konstituierten Staatsgewalten sind an die Verfassung als oberste Norm gebunden, und ihre Macht wird durch diese Norm begrenzt. Zusätzlich enthalten Verfassungen meist auch Staatsaufgaben- und Staatszielbestimmungen. Diese sind häufig in einer Präambel abgefasst.
Prinzipiell stellt sich bei Verfassungen auch immer die Frage nach ihrer Legitimität. Die verfassunggebende Gewalt geht in demokratischen Staaten vom Staatsvolk aus.
Da sich von der Verfassung als Grundordnung sämtliche Rechtssätze eines Rechtssystems ableiten, bildet diese den Abschluss des Stufenbaus der Rechtsordnung. Um diese Beendigung des infiniten Rechtsableitungsregresses zu begründen, entwickelte der Rechtspositivismus den Begriff der Grundnorm. Verfassungsgesetze unterscheiden sich für gewöhnlich von einfachen Gesetzesbestimmungen in mehreren Punkten:
- Sie genießen Vorrang gegenüber allen anderen staatlichen Rechtsvorschriften.
- Die Handlungen der staatlichen Organe sind formal und inhaltlich an die Vorgaben der Verfassung gebunden.
- Eine Verfassung ist meist nur unter erschwerten Bedingungen änderbar, zur Änderung ist daher meist ein eigener Verfassungsgesetzgeber berufen.
- In vielen freiheitlichen Demokratien wacht eine gesonderte Verfassungsgerichtsbarkeit über ihre Einhaltung. Diese kann im Rahmen einer Normenkontrolle nicht nur Gesetze für verfassungswidrig erklären, sondern auch gegebenenfalls Verfassungsänderungen als verfassungswidriges Verfassungsrecht für unwirksam erklären (siehe zudem auch Verfassungsbeschwerde). Ihre Überprüfbarkeit durch diese Gerichte ist aber entweder gar nicht oder nur eingeschränkt möglich, da die Verfassung selbst das Maß zur Bewertung der Rechtmäßigkeit des staatlichen Handelns darstellt.

## Geschichte
Werden Verfassungen als Grundlage für die Legalität der Staatsmacht gesehen, die nicht zwingend republikanisch sein muss, kann man den Erlass des Königs Telipinu, der um 1505 vor Christus grundlegend die Thronfolge für das Reich der Hethiter regelte, als Meilenstein bewerten. Nicht nur, dass auch der König sich dem Recht beugen müsse, wurde normiert, sondern auch eine Ratskammer, der sogenannte Pankus als Verfassungsorgan manifestiert.
Im Jahr 594 vor unserer Zeitrechnung begann dann, initiiert durch Solon, die attische Demokratie, die im Jahr 508 v. Chr. dann durch Kleisthenes insoweit verbessert wurde, als dass sie bis zum Jahr 262 v. Chr. Bestand hatte. Diese Verfassung Athens hatte nicht nur als feste Verfassungsorgane die mächtige Volksversammlung sowie einen Rat der 500 etabliert, sondern enthielt auch weitere Regelungen zur Besetzung der Gerichte und zur Wahrnehmung der exekutiven Gewalt. Diese wurde in einem Rotationsverfahren ausgeübt, es gab aber auch die Besetzung politischer Ämter durch Wahlen, sowie in einem großen Maß die Besetzung durch Losverfahren.
Im Jahr 293 wurde dann durch Diokletian eine Verfassung für das Römische Reich erlassen (Tetrarchie), die eine Viererherrschaft an der Staatsspitze etablierte und Regelungen bezüglich der maximalen Regierungsdauer und der Nachfolge festlegte.
Die italische Halbinsel blieb dann für lange Zeit federführend für die Verfassungsgeschichte und bildete mit der Verfassung der Republik Venedig eine der strukturiertesten Verfassungen für viele Jahrhunderte aus. Doch selbst der unter gänzlich anderen Zielsetzungen stehende Kirchenstaat war eine Wahlmonarchie, in der nicht der Vorgänger den Nachfolger bestimmte, sondern dieser in einem Konklave gewählt wurde.
Eine gänzlich andere Entwicklung nahm die Konstituierung im Königreich England. Dort prägte sich früh das heutige Bild von Verfassungen, auf der einen Seite die Einrichtung staatlicher Institutionen mit der später von Montesquieu normierten Gewaltenteilung und den persönlichen, verbrieften Freiheitsrechten (Grundrechte) der Bewohner des Staates, die damit von Untertanen in einem langwierigen Prozess zu Bürgern wurden. Anfangs vor allem nur von und für die Adligen (Barone) erkämpft, reichte der doppelseitige Charakter der Constitutio schließlich bis zur untersten Ebene der Bevölkerungshierarchie.
Die Idee einer Konstituierung scheint aber universell zu sein. So hat im Jahr 1236 der Herrscher des Malireiches Sundiata Keïta eine Verfassung formuliert, die die älteste Regelung zu Menschenrechten war. Nicht von ungefähr nahm die UNESCO diese Charta daher in die Repräsentative Liste des immateriellen Kulturerbes der Menschheit auf.
Ende des 18. Jahrhunderts erfolgten die zwei prägendsten Ereignisse für die Verfassungswirklichkeit der Neuzeit. Die dreizehn englischen Kolonien an der Ostküste Nordamerikas erklärten 1776 ihre Unabhängigkeit und schufen 1787 eine Verfassung, die auf viele westliche Verfassungsentwürfe Einfluss hatte. Im Jahr 1792 dann wandelte sich, auch unter dem Eindruck der Ereignisse in Amerika, eines der mächtigsten und ältesten Königreiche der Welt in eine Republik: Am 10. August 1792 verlor Ludwig XVI. seinen Thron und Frankreich wurde de facto Republik. Mit einer daraufhin erfolgten Neuwahl des Parlamentes wurde auch de jure die Republik am 21. September 1792 bestätigt.

## Verfassungsgebung
Die sogenannte verfassungsgebende Gewalt umschließt die Erstellung einer neuen Verfassung und die Änderung der bestehenden.
Sie geht in demokratischen Staaten vom Volke aus, und selbst in heutigen Monarchien ist oft – zumindest überwiegend in Europa – der Monarch nicht mehr einziger Souverän. In der Realität der repräsentativen Demokratien ist diese meist an einen Verfassungsgesetzgeber delegiert.
Die rechtliche Auseinandersetzung mit Verfassungen ist Gegenstand des Verfassungsrechts.

### Erstellung
Erste oder völlig neue Verfassungen werden oftmals von Verfassunggebenden Versammlungen ausgearbeitet.

### Änderung
Bei Änderungen der Verfassung durch den nationalen Verfassungsgesetzgeber sind meist bestimmte qualifizierte Mehrheiten vorgeschrieben. Meist ist eine Zweidrittelmehrheit des Parlaments und evtl. weiterer Verfassungsorgane nötig, beispielsweise in Deutschland (Art. 79 Abs. 2 GG), Österreich (Art. 44 Abs. 1 und 2 B-VG) oder Sri Lanka. Manche Staaten sehen aber auch verpflichtende Volksabstimmungen für Teil- oder Totalrevisionen der Verfassung vor, so zum Beispiel für Gesamtänderungen der Verfassung Deutschland (Art. 146) und Österreich. In der Türkei ist eine Volksabstimmung nötig, wenn im Parlament keine Zweidrittelmehrheit zustande kam, sondern nur eine mindestens 60%ige Mehrheit, siehe Verfassung der Republik Türkei#Verfassungsänderung.
Grundlegende Veränderungen an der Verfassung werden als „Verfassungsreform“ bezeichnet.

## Form
Rechtsdogmatisch handelt es sich bei dem, was heute üblicherweise unter „Verfassung“ verstanden wird, um eine Verfassung im formellen Sinn, das heißt eine Verfassung in Gesetzesform. Demgegenüber beschreibt der Terminus Verfassung im materiellen Sinn schlicht all jene Rechtsnormen, die Aufbau und Tätigkeit des Gemeinwesens regeln, unabhängig davon, ob sie in Gesetzesform positiviert sind (beispielsweise wenn die Ältesten eines Stammes einen Beschluss fällen). Eine Verfassung im materiellen Sinn besteht somit in jeder – wenn auch weniger komplex strukturierten – Gesellschaft. Eine Verfassung im förmlichen Sinn ist hingegen eine zivilisatorische Errungenschaft, grundlegende Rechte und Pflichten mit Rechtssicherheit zu bestimmen. Verfassungsrecht aus schriftlich gesetztem Recht hat daher grundsätzlich Vorrang gegenüber ungeschriebenem Verfassungsrecht.
Die meisten Verfassungen bestehen aus einem einzelnen Verfassungsdokument. Nur sieben Verfassungen von Staaten der Vereinten Nationen sind kein Einzeldokument. Die Verfassung des Vereinigten Königreichs etwa ist nicht statisch, sondern besteht aus einer Reihe historisch gewachsener Gesetzestexte. Die weiteren Staatsverfassungen, die kein Einzeldokument sind, sind diejenigen von Saudi-Arabien, Kanada, Schweden, Israel, Neuseeland und San Marino.

### Verfassungspräambeln
Üblicherweise wird Verfassungen eine Präambel vorangestellt, in welcher eine Erklärung über die Motive des Verfassungsgesetzgebers abgegeben oder eine höhere Macht über dem Staat angerufen oder zur Legitimation herangezogen wird. Die Präambel des deutschen Grundgesetzes beispielsweise beginnt mit den Worten „Im Bewußtsein seiner Verantwortung vor Gott und den Menschen“. Dieser Gottesbezug wird teilweise kritisiert.

## Aktuelle Verfassungen
Die Untersuchung verschiedener aktueller oder historischer Verfassungen bezeichnet man als Verfassungsvergleichung. Sie ist ein Unterfall der Rechtsvergleichung.

### Europäische Union
Mit dem Vertrag über eine Verfassung für Europa sollte die Europäische Union (EU) erstmals eine eigene Verfassung erhalten. Da die zu diesem Zweck angesetzten Volksabstimmungen in Frankreich und den Niederlanden jedoch scheiterten, wurde der Verfassungsvertrag als gescheitert erklärt.
Stattdessen entschied 2007 der Europäische Rat, die anvisierten Maßnahmen und Veränderungen durch den Vertrag von Lissabon in die bereits bestehenden Verträge einzubringen. Von einer Verwendung des Wortes „Verfassung“ sowie staatstypischer Symbole wie Flagge und Hymne wurde dabei abgesehen. Dennoch hat das europäische Primärrecht – also vor allem EU-Vertrag, AEU-Vertrag und EU-Grundrechtecharta – den gleichen rechtlichen Rang, wie es der Verfassungsvertrag gehabt hätte; ihm wird daher Verfassungsqualität zuteil. Gleichermaßen ist man sich „weitgehend einig […], dass aber unter Zugrundelegung eines substantiell angereicherten Verfassungsbegriffs Defizite bestehen“.

### Deutschland

#### Verfassungsgeschichte
Bereits 1849 hat die Frankfurter Nationalversammlung einen Verfassungsentwurf für ganz Deutschland vorgelegt. Obwohl dieser Entwurf vom preußischen König und anderen Fürsten nicht angenommen wurde, hatte er Einfluss auf die späteren Diskussionen. Eine überregionale deutsche Verfassung wurde erstmals 1867 in Kraft gesetzt, nämlich die Verfassung für den Norddeutschen Bund. Der Entwurf entstand unter Führung von Otto von Bismarck und wurde von den norddeutschen Einzelstaaten akzeptiert. Dann aber beriet der konstituierende Reichstag darüber, der eigens zu diesem Zweck gewählt worden war. Die so entstandene Verfassung war also keine oktroyierte (allein von Monarchen auferlegte), sondern eine vereinbarte Verfassung. Mit kleineren Veränderungen wurde daraus 1870/1871 die Verfassung des Deutschen Reiches.
Die Weimarer Verfassung vom 11. August 1919 löste jene Verfassung ab und etablierte erstmals die Staatsform der Republik für den deutschen Gesamtstaat. Sie erhielt auch, wie der Frankfurter Entwurf, einen Grundrechtskatalog, während die Regelung der Grundrechte zuvor den Einzelstaaten überlassen worden waren. Die Deutschen durften nun neben dem Reichstag auch das Staatsoberhaupt wählen und über Volksentscheide die Politik mitbestimmen. Die Geschichtswissenschaft ist sich uneinig, ob und inwieweit die Verfassung Mitschuld hatte am Untergang der Republik 1933. Offiziell wurde die Weimarer Reichsverfassung nie abgeschafft, aber durch die nationalsozialistische Gesetzgebung und Verfassungswirklichkeit ausgehöhlt.
Nach dem Zweiten Weltkrieg entstand das Grundgesetz für die Bundesrepublik Deutschland, das mit Ablauf des 23. Mai 1949 in Kraft trat. Verfassungsgeber war der Parlamentarische Rat in Bonn, in den die westdeutschen Landtage 65 Mitglieder gewählt hatten. Aus der Weimarer Verfassung von 1919 wurden Teile in das Grundgesetz übernommen. Der Entwurf bedurfte der Zustimmung der westlichen Besatzungsmächte. Seit 1990 ist das Grundgesetz die Verfassung für Gesamtdeutschland (vgl. dazu Gemeinsame Verfassungskommission).
Da die einzelnen deutschen Länder eigenen Staatscharakter haben und demnach Gliedstaaten sind (Kennzeichen: Staatsvolk, Staatsgewalt und Staatsgebiet), hat jedes Bundesland seine eigene individuelle (Landes-)Verfassung. Jedoch muss diese Verfassung nach dem Homogenitätsgebot den „Grundsätzen des republikanischen, demokratischen und sozialen Rechtsstaates im Sinne dieses Grundgesetzes entsprechen“ (Art. 28 Abs. 1 Satz 1 GG). Fundamentale Grundsätze wie Menschenwürde, Rechtsstaatlichkeit oder das Föderalismusprinzip betreffende Änderungen des Grundgesetzes selbst werden durch die Ewigkeitsklausel (Art. 79 Abs. 3 GG) beschränkt.

#### Verfassungen der deutschen Länder
- Baden-Württemberg: Verfassung des Landes Baden-Württemberg
- Bayern: Verfassung des Freistaates Bayern
- Berlin: Verfassung von Berlin
- Brandenburg: Verfassung des Landes Brandenburg
- Bremen: Landesverfassung der Freien Hansestadt Bremen
- Hamburg: Verfassung der Freien und Hansestadt Hamburg
- Hessen: Verfassung des Landes Hessen
- Mecklenburg-Vorpommern: Verfassung des Landes Mecklenburg-Vorpommern
- Nordrhein-Westfalen: Verfassung für das Land Nordrhein-Westfalen
- Niedersachsen: Niedersächsische Verfassung
- Rheinland-Pfalz: Verfassung für Rheinland-Pfalz
- Saarland: Verfassung des Saarlandes
- Sachsen: Verfassung des Freistaates Sachsen
- Sachsen-Anhalt: Verfassung des Landes Sachsen-Anhalt
- Schleswig-Holstein: Verfassung des Landes Schleswig-Holstein
- Thüringen: Verfassung des Freistaats Thüringen

### Österreich

#### Allgemeines
Die österreichische Bundesverfassung stellt keine einheitliche Verfassungsurkunde dar, sondern ist vom Gedanken einer „formellen Verfassungspluralität“ geprägt. Die wichtigsten Bundesverfassungsgesetze sind:
- Bundes-Verfassungsgesetz (B-VG)
- Staatsgrundgesetz über die allgemeinen Rechte der Staatsbürger (StGG)
- Europäische Menschenrechtskonvention (EMRK)
- Verbotsgesetz 1947 und Staatsvertrag von Wien

Daneben stehen zahlreiche weitere Gesetze oder Gesetzesteile im Verfassungsrang (Verfassungsgesetze im allgemeinen Sinne).

#### Verfassungen der österreichischen Bundesländer
- Burgenland: Burgenländische Landesverfassung
- Kärnten: Kärntner Landesverfassung
- Niederösterreich: Niederösterreichische Landesverfassung
- Oberösterreich: Oberösterreichische Landesverfassung[7]
- Salzburg: Salzburger Landesverfassung
- Steiermark: Steirische Landesverfassung
- Tirol: Tiroler Landesordnung
- Vorarlberg: Vorarlberger Landesverfassung
- Wien: Wiener Stadtverfassung

### Schweiz

#### Verfassungsgeschichte
Das westeuropäisch-amerikanische Verfassungsverständnis verbreitete sich gegen Ende des 18. Jahrhunderts in der Schweiz. Die von Frankreich oktroyierte Helvetische Verfassung von 1798, die Peter Ochs in Paris ausgearbeitet hatte, war die erste moderne schweizerische Verfassung. Sie war der französische Direktorialverfassung von 1795 nachgebildet und wies einen Grundrechtskatalog und eine gewaltenteilige Staatsorganisation auf. Nach dem Zusammenbruch der Helvetischen Republik erhielten zwar alle 19 Orte neue Kantonsverfassungen, auf Bundesebene setzte dagegen eine gewisse Rückentwicklung ein. Die Mediationsakte von 1803 konnte nicht als wirkliche rechtsstaatliche Verfassung aufgefasst werden; entsprechendes gilt für den Bundesvertrag von 1815, der auch nicht als Bundesverfassung, sondern als Allianz der Kantone verstanden wurde.
Das rechtsstaatliche Verfassungsdenken kam in der Regeneration ab 1830 zum Durchbruch – in einem knappen Jahr entstanden elf neue Kantonsverfassungen – und wurde mit der Bundesverfassung (BV) 1848 zum rechtlichen Standard: Infolge der Homogenitätsklausel des Art. 5 BV 1848/1874 war dieser Verfassungsbegriff jetzt auch für die Kantone rechtsverbindlich. 1874 erfolgte die Totalrevision der BV; dabei beliess man allerdings viele Bestimmungen der Vorgängerin von 1848 unverändert. Die Kantonsverfassungen wurden in der zweiten Hälfte des 19. Jahrhunderts häufig total revidiert. Diese Bestrebungen kamen gegen Ende des Jahrhunderts fast ganz zum Erliegen. Erst um die Mitte der 1960er Jahre setzte in den Kantonen eine Welle erfolgreicher Verfassungserneuerung ein; bis 2012 wurden 21 Verfassungen revidiert. Auch die BV wurde nach einem über 30 Jahre dauernden Prozess 1999 total revidiert. Diese Revision beinhaltete die Aktualisierung und die Nachführung des geschriebenen und ungeschriebenen Verfassungsrechts in einer modernen Sprache und übersichtlichen Anordnung, verzichtete aber auf größere Neuerungen.

#### Verfassungen der Schweizer Kantone
Artikel 51 Abs. 1 der Bundesverfassung der Schweizerischen Eidgenossenschaft schreibt vor, dass sich „jeder Kanton […] eine demokratische Verfassung [gibt]. Diese bedarf der Zustimmung des Volkes und muss revidiert werden können, wenn die Mehrheit der Stimmberechtigten es verlangt.“
Zu den einzelnen Verfassungen siehe die jeweiligen Kantons-Artikel, ferner Kantonsregierung und Kantonsparlament.

#### Gemeindeverfassungen
In der Schweiz ist die Gemeindeautonomie traditionell groß (am größten in den Kantonen der Ostschweiz). Die jeweiligen kommunalen Organisationserlasse werden Gemeindeordnung, in den Kantonen Schaffhausen und Graubünden Gemeindeverfassung genannt. Der Begriff „Gemeindeordnung“ bedeutet damit in der Schweiz etwas anderes als in Deutschland, wo er das Landesgesetz bezeichnet, in welchem das Gemeindewesen geregelt wird (siehe Gemeindeordnungen in Deutschland).

### Liechtenstein
- Liechtenstein: Verfassung des Fürstentums Liechtenstein

### Belgien
- Belgien: Verfassung des Königreichs Belgien

### Luxemburg
- Luxemburg: Luxemburgische Verfassung

### Nicht deutschsprachige Mitgliedstaaten der Europäischen Union
- Bulgarien: Bulgarische Verfassung
- Dänemark: Grundgesetz Dänemarks
- Estland: Estnische Verfassung
- Finnland: Verfassung Finnlands
- Frankreich: Verfassung der Fünften Französischen Republik
- Irland: Verfassung von Irland
- Italien: Verfassung der Italienischen Republik
- Lettland: Verfassung Lettlands
- Litauen: Litauische Verfassung
- Niederlande: Verfassung der Niederlande
- Polen: Polnische Verfassung
- Portugal: Verfassung Portugals
- Schweden: Verfassung von Schweden
- Slowakei: Verfassung der Slowakischen Republik
- Spanien: Verfassung des Königreichs Spanien
- Ungarn: Grundgesetz Ungarns

### Weitere Mitgliedstaaten der Vereinten Nationen

#### Afrika
- Ägypten: Verfassung der Republik Ägypten
- Äthiopien: Verfassung der Demokratischen Bundesrepublik Äthiopien
- Gambia: Verfassung Gambias
- Ghana: Verfassung Ghanas
- Marokko: Verfassung von Marokko
- Namibia: Verfassung Namibias
- Senegal: Verfassung Senegals
- Sierra Leone: Verfassung Sierra Leones
- Tunesien: Verfassung der Republik Tunesien

#### Asien
- Aserbaidschan: Verfassung der Republik Aserbaidschan
- Volksrepublik China: Verfassung der Volksrepublik China
- Indien: Verfassung Indiens
- Irak: Irakische Verfassung
- Japan: Japanische Verfassung
- Kasachstan: Kasachische Verfassung
- Mongolei: Verfassung der Mongolei
- Nepal: Verfassung Nepals
- Nordkorea: Verfassung Nordkoreas
- Osttimor: Verfassung Osttimors
- Philippinen: Verfassung der Philippinen
- Russland: Verfassung der Russischen Föderation
- Syrien: Verfassung Syriens
- Thailand: Verfassung Thailands
- Türkei: Verfassung der Republik Türkei
- Vereinigte Arabische Emirate: Verfassung der Vereinigten Arabischen Emirate

#### Europa
- Albanien: Verfassung Albaniens
- Belarus: Verfassung der Republik Belarus
- San Marino: Verfassung von San Marino
- Ukraine: Verfassung der Ukraine
- Vereinigtes Königreich: Verfassung von Großbritannien und Nordirland

#### Nordamerika
- Kanada: Verfassung von Kanada
- Kuba: Kubanische Verfassung
- Mexiko: Politische Verfassung der Vereinigten Mexikanischen Staaten
- Vereinigte Staaten: Verfassung der Vereinigten Staaten

#### Südamerika
- Brasilien: Bundesverfassung Brasiliens
- Chile: Verfassung Chiles
- Peru: Verfassung Perus
- Venezuela: Verfassung Venezuelas

#### Ozeanien
- Australien: Verfassung von Australien
- Neuseeland: Verfassung von Neuseeland
- Tonga: Verfassung des Königreichs Tonga

### Weitere Staatsverfassungen
- Arzach: Verfassung der Republik Arzach
- Kosovo: Verfassung der Republik Kosovo
- Somaliland: Verfassung Somalilands
- Südossetien: Verfassung Südossetiens
- Republik China (Taiwan): Verfassung der Republik China
- Türkische Republik Nordzypern: Verfassung der Türkischen Republik Nordzypern
- Vatikanstadt: Verfassung der Vatikanstadt

### Abhängige Gebiete
- St. Helena, Ascension und Tristan da Cunha: Verfassung von St. Helena, Ascension und Tristan da Cunha

## Historische Verfassungen

### Bayern
- Bayerische Konstitution von 1808
- Verfassung des Königreichs Bayern von 1818
- Bamberger Verfassung von 1919

### Baden
- Badische Verfassung von 1818

### Hessen
- Verfassung des Großherzogtums Hessen von 1820
- Kurhessische Verfassung von 1831

### Preußen
- Preußische Verfassung

### Sachsen
- Sächsische Verfassung von 1831

### Deutscher Bund
- Deutsche Bundesakte
- Wiener Schlussakte
- Verfassung der Paulskirche (Verfassung des deutschen Reichs, 1849)

### Deutsches Reich
- Bismarcksche Reichsverfassung (Verfassung des Deutschen Reichs, 1871)
- Weimarer Verfassung (Verfassung des Deutschen Reichs, 1919–1949)

### DDR
- Verfassung der Deutschen Demokratischen Republik (1949, neu 1968, revidiert 1974)

### Österreich
- Pillersdorfsche Verfassung
- Oktroyierte Märzverfassung
- Februarpatent
- Silvesterpatent
- Oktoberdiplom
- Dezemberverfassung für Cisleithanien vom 21. Dezember 1867; Österreich-Ungarn (1867–1918) hatte keine Verfassung
- Maiverfassung 1934 des austrofaschistischen Ständestaates; siehe auch: Erste Republik und Austrofaschismus (1918–1938)

### Schweiz
- Struktur des Bundes der Alten Eidgenossenschaft vor 1798
- Erste Helvetische Verfassung von 1798
- Verfassung von Malmaison von 1801 (von Napoléon vorgegeben)
- Zweite Helvetische Verfassung von 1802

### Vatikanstaat
- Grundgesetz des Staates der Vatikanstadt von 1929
- Grundgesetz des Staates der Vatikanstadt von 2000

### Weitere historische Verfassungen
- Erste Bulgarische Verfassung
- Erste Französische Republik, Zweite Französische Republik, Dritte Französische Republik, Vierte Französische Republik, Fünfte Französische Republik
- Verfassung Pylyp Orlyks
- Verfassung Korsikas von 1755
- Erste polnische Verfassung (erste moderne Verfassung Europas von 1791, die von einem Parlament verabschiedet wurde), Polen-Litauen
- Erste Portugiesische Republik
- Staatsgrundgesetze des Russischen Kaiserreiches
- Verfassungen der UdSSR
- Verfassung von Cádiz (1812), Zweite Spanische Republik
- Osmanische Verfassung, Türkische Verfassung von 1921, Türkische Verfassung von 1924, Türkische Verfassung von 1961

## Verfassungsgerichtsbarkeit
Die Verfassungsgerichtsbarkeit beruht auf der Idee der Austragung verfassungsrechtlicher Streitigkeiten vor einem Verfassungsgericht, das zu einer Entscheidung über den Inhalt beziehungsweise die Auslegung der Verfassung berufen ist. Das Konzept der Verfassungsgerichtsbarkeit stammt aus dem angloamerikanischen Rechtsraum. Die moderne Verfassungsgerichtsbarkeit geht vor allem auf den von Hans Kelsen maßgeblich konzipierten österreichischen Verfassungsgerichtshof zurück. Dieser war das erste von der Verfassung selbst dazu ermächtigte gerichtliche Prüfungsorgan zur Sicherung der Verfassungsgarantie. Ein solches Verfassungsgericht besteht jedoch nicht überall:
- In Deutschland existiert neben den Verfassungsgerichten der einzelnen Bundesländer das Bundesverfassungsgericht. Allerdings stellt dieses Gericht keine Superrevisionsinstanz dar, da die Landesverfassungsgerichte ihre Entscheidungskompetenz aus der jeweiligen Landesverfassung ableiten; insbesondere widerspräche dies auch seinem verfassungsmäßigen Auftrag.[10]
- Die Schweiz verfügt nur über eine eingeschränkte Verfassungsgerichtsbarkeit, da dem Volk die höchste Souveränität zugebilligt wird. Bundesgesetze sind folglich von den Behörden und Gerichten auch bei Verfassungswidrigkeit anzuwenden. Kantonale Erlasse jeglicher Art sowie Erlasse auf Bundesebene, die nicht Gesetzesrang haben, können hingegen vor dem Bundesgericht angefochten werden.
- In der iranischen Verfassung zum Beispiel hat der so genannte Wächterrat die Prüfungskompetenz eines Verfassungsgerichts mit letzter Kompetenz in allen Entscheidungen inne. Er trifft seine Entscheidungen gemäß der imamitischen Form der Scharia.

## Nichtstaatliche Verfassungen
Dokumente mit Verfassungscharakter kennen viele Weltreligionen; sie sind durchwegs älter als die Verfassungen neuzeitlicher Staaten. Ein Beispiel ist die Kodifizierung des mosaischen Rechts unter Esra um die Mitte des 5. vorchristlichen Jahrhunderts.
Das privatrechtliche Pendant zur staatsrechtlichen Verfassung ist die Satzung.
Unter dem Schlagwort corporate government gehen auch Unternehmen dazu über, sich eine Verfassung zu geben, um vornehmlich eine größere Transparenz gegenüber Eigentümern und Mitarbeitern zu schaffen.

### Verfassungsgeschichte
- Ernst Rudolf Huber (Hrsg.): Dokumente zur deutschen Verfassungsgeschichte. 5 Bde., Stuttgart/Berlin/Köln 1978–1997.

### Verfassungstexte
- Albert P. Blaustein et al.: Constitutions of the Countries of the World. Oceana, New York 1971, ISBN 0-379-00467-4.

### Sekundärliteratur
- Monica Claes: Constitutional law. In: Jan M. Smits (Hrsg.): Elgar Encyclopedia of Comparative Law. Edward Elgar, Cheltenham/Northampton, M.A. 2006, ISBN 978-1-84542-013-0, S. 187–199.
- Peter Häberle: Verfassung als öffentlicher Prozeß. 3. Auflage, Duncker & Humblot, Berlin 1998, ISBN 3-428-08491-8.
- Peter Häberle: Verfassungslehre als Kulturwissenschaft. 2. Auflage, Duncker & Humblot, Berlin 1998, ISBN 3-428-09202-3.
- Peter Häberle: Europäische Verfassungslehre. 7. Auflage, Nomos, Baden-Baden 2011, ISBN 978-3-8329-6218-0.
- Bernd Wieser: Vergleichendes Verfassungsrecht. 2. Auflage, Verlag Österreich, Wien 2020, ISBN 978-3-7046-8479-0.
- Robert Chr. van Ooyen: Politik und Verfassung. VS Verlag, Wiesbaden 2006.
- Kenneth Robert Redden: Modern Legal Systems Cyclopedia. Buffalo, New York 1984–1991, ISBN 0-89941-300-5.
- Gerhard Robbers (Hrsg.): Encyclopedia of World Constitutions. 3 Bde., Facts on File Publ., New York 2006 (englisch).
- Mark Tushnet: Comparative Constitutional Law. In: Mathias Reimann und Reinhard Zimmermann (Hrsg.): Oxford Handbook of Comparative Law. Oxford University Press, Oxford 2008, ISBN 978-0-19-953545-3, S. 1225–1258.

### Zeitschriften
- Peter Häberle (Hrsg.): Jahrbuch des öffentlichen Rechts der Gegenwart. Mohr Siebeck, Tübingen (auch deutsch).
- Brun-Otto Bryde et al. (Hrsg.): Verfassung und Recht in Übersee. Law and politics in Africa, Asia and Latin America. Nomos, Baden-Baden (auch deutsch).
- Michel Rosenfeld et al. (Hrsg.): International Journal of Constitutional Law. Oxford University Press, ISSN 1474-2659 (englisch).